# Jean-Yves Ferri
Pour les articles homonymes, voir Ferri.
Jean-Yves Ferri, parfois simplement dit Ferri, né le 20 avril 1959 à Mostaganem (Algérie française), est un auteur de bande dessinée français.

## Biographie
Né en 1959, il collabore au magazine Fluide glacial depuis 1993.
Outre Les Fables Autonomes, il est le créateur d'Aimé Lacapelle (Fluide glacial, 2000 - 2008). Il signe le scénario de la série Le Retour à la terre dessinée par Manu Larcenet, publiée à partir de 2002. Leur travail en commun donne également naissance aux albums Correspondances et Le Sens de la vis 1 et 2 (éditions Les rêveurs).
En solo, il signe De Gaulle à la plage chez Dargaud en 2007. En 2020, l'ouvrage fait l'objet d'une adaptation en série animée par Philippe Rolland sur ARTE.
Le 25 juillet 2011, il est choisi par Albert Uderzo et les éditions Hachette comme scénariste d’Astérix, série créée par René Goscinny et Albert Uderzo. Didier Conrad est chargé du dessin.
Au cours d'une interview donnée le 6 janvier 2019, il précise que pour les albums d'Astérix, Albert Uderzo (1927-2020), à 91 ans, donnait toujours son avis : « Il voit tout, c'est vrai dans l'absolu, mais cela ne veut pas dire qu'il nous fait des remarques précises sur chaque point. Il est en confiance. ».
En décembre 2022, il cesse sa collaboration avec les éditions Albert René, passant le relais à Fabrice Caro alias Fabcaro qui scénarise le 40e album d'Astérix intitulé L'iris Blanc.
Il vit dans l'Ariège, aux environs de Foix. Il a une fille, elle-même illustratrice.

## Œuvre
- Fables autonomes, Audie
  1. Tome 1, 1996
  2. Tome 2, 1998

- Aimé Lacapelle, Audie
  1. Je veille aux grains, 2000
  2. Tonnerre sur le sud-ouest, 2001
  3. Poules rebelles, 2003
  4. Bêtes à bon diou, 2007

- Revoir Corfou, le recueil des dessins hors-séries, collection Azote Liquide, Audie, 2004

- Correspondances (textes et dessins), avec Manu Larcenet (textes et dessins), Les Rêveurs, coll. « M'as-tu vu », 2006.

- De Gaulle à la plage, Dargaud, coll. « Poisson Pilote », 2007, couleurs Patrice Larcenet (sélection officielle du Festival d'Angoulême 2009). Réédité en 2009.

- Astérix
  -     1.  Astérix chez les Pictes, dessin de Didier Conrad, Les Éditions Albert René, 2013
    2.  Le Papyrus de César, dessin de Didier Conrad, Les Éditions Albert René, 2015
    3.  Astérix et la Transitalique, dessin de Didier Conrad, 19 octobre 2017, Les Éditions Albert René, 2017
    4.  La Fille de Vercingétorix, dessin de Didier Conrad, 24 octobre 2019, Les Éditions Albert René, 2019
    5.  Astérix et le Griffon, dessin de Didier Conrad, 21 octobre 2021, Les Éditions Albert René, 2021

## Prix et distinctions

### Distinctions
- Prix de l'Humour noir Grandville en 2005 (Revoir Corfou).
- Prix Jacques-Lob en 2008 pour l'ensemble de son œuvre.
- Prix Virgin 2005 (Le Vaste Monde).

### Décoration
- Chevalier des Arts et des Lettres 2014[9].